# Molenbrug (Utrecht)
De Molenbrug was een brug in het centrum van de Nederlandse stad Utrecht. 
De brug lag ter hoogte van het Paardenveld en overspande de Stadsbuitengracht. Vanuit de middeleeuwen was deze voormalige verdedigingsgracht rond de stad tot in de 19e eeuw zeer beperkt over land over te steken via een klein aantal stadspoorten. Vanaf 1830 werden de verdedigingswerken grotendeels afgebroken en onder andere ontstonden gaandeweg nieuwe verbindingen over de gracht naar de ontspruitende buitenwijken in de sterk uitdijende stad. Deze verbindingen werden in eerste instantie gevormd door overhaalschuitjes op diverse plaatsen in te zetten. De eerste nieuwe brug op een nieuwe locatie was de Willemsbrug. De opening daarvan vond plaats in 1859.
Rond 1895 werd voor het eerst over plannen voor een nieuwe brug tussen het Paardenveld en de Catharijnesingel gesproken. In mei 1895 werd de beslissing tot de bouw genomen door de Utrechtse Gemeenteraad. De gemeentelijk architect F.J. Nieuwenhuis zorgde voor een ontwerp dat in licht gewijzigde vorm is uitgevoerd. Het was een smalle draaibrug die voorzien was van siersmeedwerk en alleen gebruikt werd door voetgangers. (fietsen moesten aan de hand meegevoerd worden) De bouw van de brug startte in oktober 1895 en de brug werd in gebruik genomen in april 1896. In die tijd stonden de molens Rijn en Son en De Meiboom nog aan het Paardenveld.
In het derde kwart van de 20e eeuw ontstonden onder meer plannen voor de bouw van Hoog Catharijne en de demping van de Stadsbuitengracht. De demping is in gedeeltelijke vorm doorgegaan; in het noordwesten van het stadscentrum verdween meer dan een kilometer van de gracht. Ervoor in de plaats werd rond 1970 onder meer een verdiepte stadsautoweg aangelegd (de Catharijnebaan). De Molenbrug lag in het gedempte gedeelte en is in 1969 gesloopt. 
Begin 21e eeuw ging de uitvoering van een nieuw stedenbouwkundig plan van start. Onder andere de demping van de Stadsbuitengracht wordt in dat plan ongedaan gemaakt. Op de locatie van de voormalige Molenbrug is een nieuwe brugverbinding gebouwd onder de noemer Paardenveldbrug.